# 天主教重庆总教区
重慶總教區（拉丁語：Archidioecesis Ciomchimensis）是羅馬天主教在中國設立的一個教區。

## 轄區範圍
重慶總教區管轄重慶市南部區域的教會，重慶北部的萬州區及周邊八個區縣則屬萬縣教區管轄。重慶總教區西接叙府教區，東臨湖北省的施南教區，南界貴州省的貴陽總教區及石阡監牧區，東南毗湖南省的沅陵教區，西北和東北分別與順慶教區及萬縣教區接壤。

## 歷史
1659年安南東京成立代牧區，兼管四川教務。
1680年福建成立代牧區，兼管四川教務。
1696年四川自成代牧區，教座設於成都府，其轄區包括西藏。
1715年貴州代牧區併入四川代牧區，1781年雲南代牧區併入四川代牧區。
1846年西藏脫離四川成立拉薩代牧區（今康定教區）。
1856年4月2日，四川代牧區分為四川西北代牧區（今成都教區）和四川東南代牧區，即今重慶總教區。
1860年1月24日又分出川南代牧區（今叙府教區），同時四川東南代牧區更名為四川東境代牧區。
1924年12月3日，四川東境代牧區根據主教駐地更名為重慶代牧區。
1929年8月，劃出東北部成立萬縣代牧區。
1946年4月11日，重慶代牧區升為重慶總教區。

## 所辖教区
- 天主教成都教区
- 天主教顺庆教区
- 天主教叙府教区
- 天主教宁远教区
- 天主教嘉定教区
- 天主教康定教区
- 天主教万县教区

## 重慶教區（川東教區）主教府
- 蹇家橋真原堂（1850年代-1951年）
- 磁器街迴園（1951年-1952年）
- 重慶聖若瑟主教座堂（1952年至今）

## 历任教长

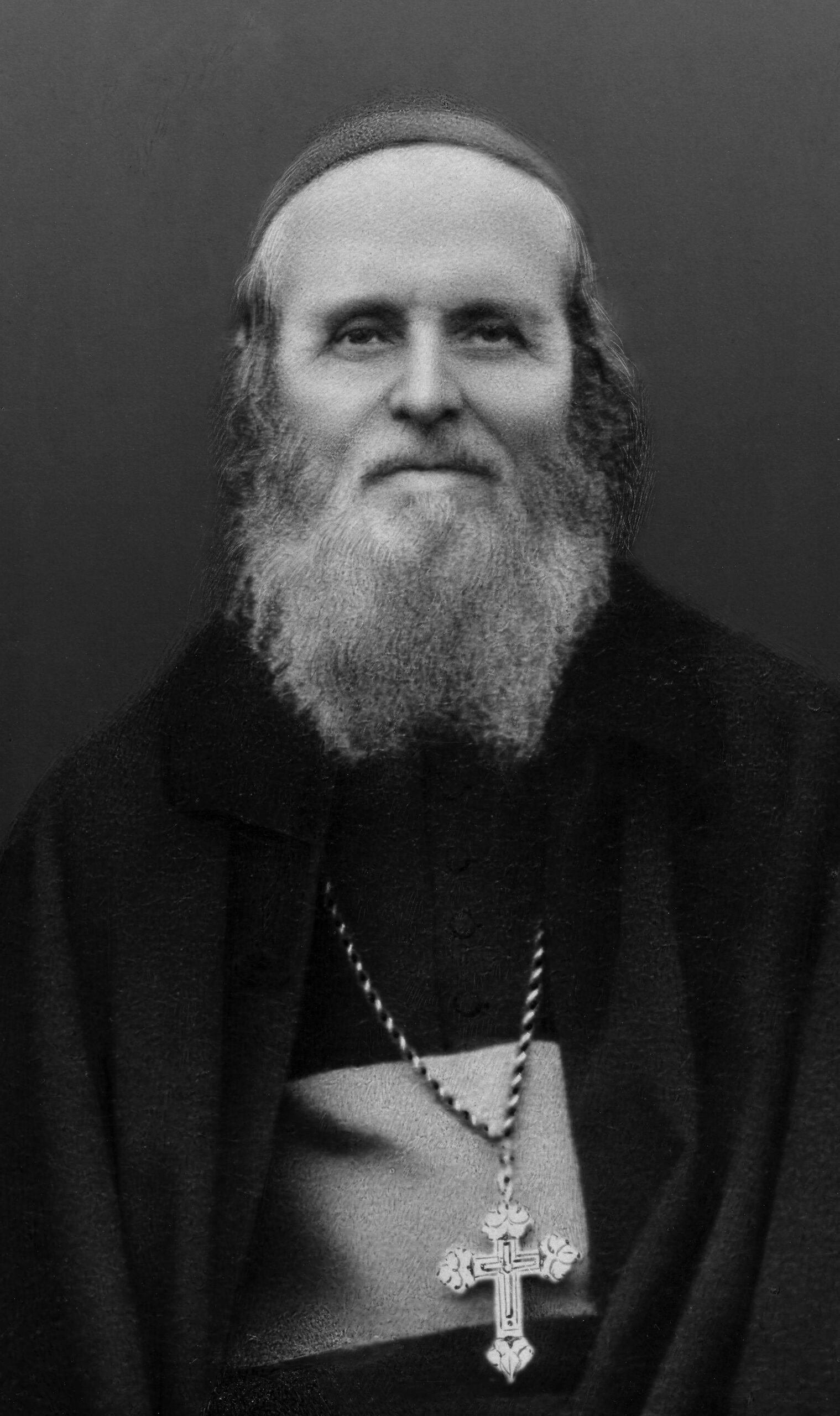
范若瑟，首任川東南代牧區宗座代牧

川東南代牧區宗座代牧
- 范若瑟（Eugène-Jean-Claude-Joseph Desflèches, M.E.P.） 1856年4月2日－1860年1月24日法國籍

四川東境代牧區宗座代牧
- 范若瑟（Eugène-Jean-Claude-Joseph Desflèches, M.E.P.） 1860年1月24日－1883年2月20日法國籍
- 顾巴德（Eugène-Paul Coupat, M.E.P.）1883年2月20日－1890年1月26日法國籍
- 白德立 （Laurent Blettery, M.E.P. †）1890年9月2日－1891年8月17日法國籍
- 舒福隆（Célestin-Félix-Joseph Chouvellon, M.E.P.）1891年9月25日－1924年5月11日法國籍

重慶代牧區宗座代牧
- 尚惟善（Louis-Gabriel-Xavier Jantzen, M.E.P.）1925年2月16日－1946年4月11日法國籍

重慶總教區總主教
- 尚惟善（Louis-Gabriel-Xavier Jantzen, M.E.P.）（1946年4月11日－1950年10月24日）

重慶教區主教（自选自圣）
- 石明亮（Shi Ming-liang）（1963年3月31日－1968年9月）（自选自圣，后未获宗座认可）
- 劉宗漁（Simon Liu Zong-yu）（1981年12月21日－1992年9月30日）（自选自圣，后未获宗座认可）
- 駱北瞻（Peter Luo Bei-zhan）（1993年5月14日 - 2001年3月26日）（自选自圣，后获宗座认可）

## 教友
1950年，区内天主教教友37,608人。